# Lonchaea minuta
Lonchaea minuta är en tvåvingeart som beskrevs av Meijere 1910. Lonchaea minuta ingår i släktet Lonchaea och familjen stjärtflugor. Inga underarter finns listade i Catalogue of Life.